# Барака (город)
Барака или Бала’а (фр. Baraka, суахили Baraka) — город в восточной части Демократической Республики Конго, в провинции Южное Киву. Административный центр Территории Физи. Брака граничит на севере с рекой Лвеба, на юге с рекой Мутамбала, на востоке граничит с озером Танганьика и на западе с рекой Луи, с горой Ефума и с горой Макунду.
Барака в XIX веке была обычной рыбацкой деревней. В 1882-м году Барака стал первым городом который принял урбанистическую модель в провинции Киву. Население города составляет, приблизительно, 120 тыс. человек, большинство — носители суахили и языка ибембе. На суахили название города означает «благословление».

## География
Город растянулся от реки Лвеба до реки Мутамбала и вдоль Танганьики. В городе имеется аэродром, окруженный современными виллами. Барака граничит с бывшей столицей Бурунди — Бужумбурой.

### Климат
Город с тропическим климатом и с обильным количеством солнечного света в течение всего года, со средней температурой в 23 градуса Цельсия. Самые высокие температуры достигают 26 — 30 градусов Цельсия в самые жаркие периоды. В городе два сезона: сухой и тропический.

## История
Издавна город была населен народами бембе, бвари и буйю. Согласно устной традиции бембе, Барака была их родовым владением, куда они спустились с высокогорья Киву, чтобы заняться рыболовством для пропитания и использовать пляжи для ритуалов, что сделало их благоприятным местом для навигации с целью исследования далеких берегов озера Танганьика. В этот период бембе назвали озеро «Étanga 'ya ni’a», что часто считается этимологическим предшественником «Танганьика».
В колониальную эпоху XIX века, Барака, Убвари и Кибанга были названы «Бертон-Бей» в честь знаменитого европейского исследователя Ричарда Фрэнсиса Бертона.

### Работорговля
Барака была основана Арабскими-суахили в XIX веке с целью треугольной работорговли. Вплоть до 1894 года, когда арабы-суахили работорговцы — в основном военачальники, занимавшиеся работорговлей в Индийском океане покинули Бараку.
Город Барака превратился в крупный торговый город с большим портом для содержания рабов из Касонго и транспортировки их в Уджиджи в Танзании. Около 1890-го года Force Publique устранили присутствие арабов-суахили вдоль озера Танганьика, чтобы предотвратить вмешательство в их колонизацию Свободного государства Конго. Под предлогом борьбы с рабством они начали военную экспедицию для защиты коренного населения от работорговли в восточной части Свободного государства Конго. Военные операции были проведены в конце 1894 года, в результате чего Барака стала колонией Свободного государства Конго после битвы между арабами-суахили и Force Publique.

### Новейшая история
Во время Первой мировой войны бельгийцы вытеснили немцев из Бараки, оккупировав в 1916-м году Кигому и Табору в Танзании, а также Бужумбуру и Румонге в Бурунди под командованием Force Publique.
В октябре 2021 года MONUSCO открыла базу неподалеку. В феврале 2022 года они создали временную базу к северу от Бараки для борьбы с атаками Май-май.